# Ratusz w Pszczynie
Ratusz w Pszczynie – neorenesansowy budynek usytuowany północnej pierzei rynku w Pszczynie (Rynek nr 2), przylega do budynku zboru ewangelicko-augsburskiego. Od trzech wieków jest siedzibą władz miejskich.

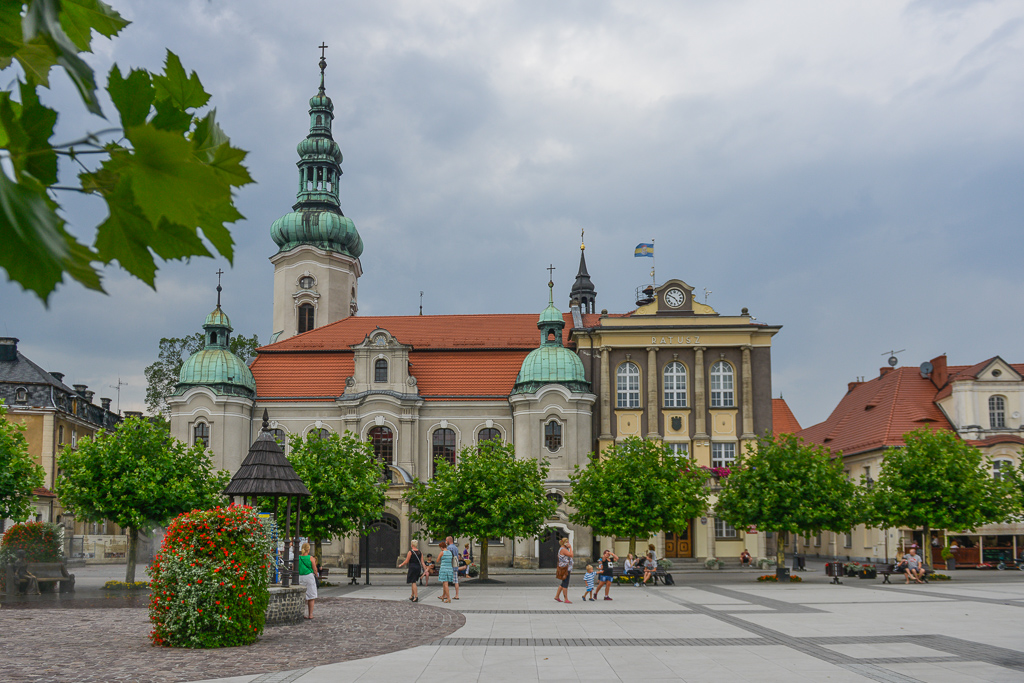
Zbór ewangelicko-augsburski i ratusz

## Historia
W 1716 r. miasto zdecydowało się na zakup budynku, który miał służyć jako ratusz miejski. Budynek odkupiono od Anny Marii, wdowy po Mateuszu Janiku za 110 złotych reńskich. Budynek został wybudowany prawdopodobnie w 1658 r., taka bowiem data widniała na nieistniejącej już tablicy w gmachu ratusza. Przetrwał pożar miasta z 1679 r.
W 1738 r. z fundacji parafii katolickiej w Pszczynie, do kamienicy dodano niedużą wieżę, na której umieszczono zegar. Ratusz bez szwanku przetrwał kolejny pożar miasta z 1748 r. Następna rozbudowa miała miejsce w 1861 r., kiedy to dodano piętro i powiększono znacznie budynek w głąb działki, w stronę szkoły ewangelickiej.
Obecny neorenesansowy kształt ratusz zyskał w latach międzywojennych kiedy to w 1931 r. gruntownie go przebudowano. Ostatni remont pomieszczeń ratusza miał miejsce w 1998 r. Zasadniczym zmianom uległ wtedy wystrój sali secesyjnej – nowa kolorystyka, nowoczesne oświetlenie. W czerwcu 1999 r. w sali tej zawieszono herby 12 sołectw, wchodzących w skład gminy Pszczyna. Nad ratuszem powiewa flaga miejska, zgodnie z wielowiekową europejską tradycją, a codziennie w południe rozbrzmiewa hejnał miejski oparty na miejscowej pieśni ludowej:
"Ejże, ejże, dziołchom dziubka dejże
dziadu, dziadu, dziaduleńku
dziołchom dziubka dejże
Ejże, ejże synkom kryjom dejże
dziadu, dziadu, dziaduleńku
synkom kryjom dejże"
Elewacje ratusza wpisano do rejestru zabytków 15 maja 2020 (nr rej. A/648/2020).